# Lazar Jovanović (calciatore 1993)
Lazar Jovanović (in serbo Лазар Јовановић?; Belgrado, 13 luglio 1993) è un calciatore serbo, attaccante dello Spartakos Kitiou.